# 松ちゃん・大ちゃんのふくふくサタデー
松ちゃん・大ちゃんのふくふくサタデー（まつちゃん・だいちゃんの-）は、中国放送（RCC）で毎週土曜日の昼に生放送されていたラジオ番組である。

## 概要
- RCCラジオで土曜日のお昼のワイド番組として2018年3月24日まで放送されていた『俊雄と裕見子のおもいっきり土曜日』のメインパーソナリティーである元RCCアナウンサーの田中俊雄がフリーパーソナリティーを勇退したことに伴い、前番組で同じパーソナリティーを務めていた広島ローカルタレント・松本裕見子と大松しんじをメインパーソナリティにして、改題・リニューアルを行う。
- 2021年以降、野球シーズン中は休止期間とし、ナイターオフ限定番組となった。2023年10月からは月1回の放送へと変更され、毎月最終土曜日の13:00 - 16:55に編成され、その他の週はニッポン放送制作の『サンドウィッチマン ザ・ラジオショーサタデー』のネット受けを行う[1]。
- 2024年3月23日をもってこの番組は終了し、長年放送されてきたRCCラジオの土曜お昼のワイド番組は終止符を打った。同じく、長年この時間を担当してきた松本は金曜お昼に放送している花金ラジオ すっぴんブギに移動した。以降、土曜お昼の時間帯については、ナイターオフは前述の『ザ・ラジオショーサタデー』を毎週放送とし、ナイターシーズンはかしわプロダクションなどの外部制作会社から番組の配給を受けて埋め合わせている。

## 放送時間
- 放送開始 - ：13:00 - 16:55
- 2021年10月30日 - 2022年3月26日・2022年10月8日 - 2023年3月25日：13:00 - 14:55
- 2023年10月28日・11月25日・12月30日・2024年1月27日・2月24日・3月23日：13:00-16:55[1]

## 出演者
パーソナリティー
- 松本裕見子
- 大松しんじ

コーナーナレーション
- 石橋真（RCCアナウンサー）・石田充（RCCアナウンサー・不定期） - ふくふく合戦の出題ナレーション
- 伊藤文（RCCアナウンサー）

## コーナー
13時台
- 勝手に月間MVP！ - 無条件、全ジャンルの中から、番組が独断と偏見でMVPを1人選出。その功績を勝手にたたえるコーナー。
- ラジオカー中継

14時台
- ふくみみ情報局！〜おしえてデスク〜 - 世の中の気になる情報を日刊ゲンダイ編集部のデスクに電話を繋いで、話を聞くコーナー。
- 僕の推し私の推し - 毎月1つのテーマを決めて、そのテーマの"推し"を披露しあうコーナー。

15時台
　
・GOGO競馬中継
16時台
- ふくふく合戦 - 松本が紅組、大松が白組で、クイズの正解数を競う。最初にリクエストメールを読み、パーソナリティの2人が3択クイズで勝負し、正解した方のリクエスト曲をかける（2人共外した場合は、問題が変わっても、リクエスト曲は持ち越しする）。組の分け方は曲の歌い出しが女性は紅組、男性は白組に分けられる。

過去のコーナー
- 出前実況！石田充の町かど放送席（- 2020年1月）
- あの頃音楽館（- 2020年6月） - 毎週ある1年間にスポットライトをあて、その年に発売された曲のみをかける。
- ふくふく歌謡ショー 歌ってみましょー♪（- 2021年3月・月1回） - このコーナーのみ石川真帆が登場
- ごはんのおとも捜査本部（- 2021年3月）
- ご飯のお供日本地図！（2021年11月 -  ?） - 前述のコーナーのリニューアル版
- 特に気になるメモランダム - 大喜利コーナー

## タイムテーブル
2023年10月より
第一部
- 13:00 オープニング
- 13:10 天気予報（日本気象協会の気象予報士と電話を繋ぐ）
- 13:20 勝手に月間MVP！
- 13:40 ラジオカー中継
- 13:55 ニュース（ステブレなしで接続）
- 14:00 14時台オープニング・メール紹介
- 14:20 ふくみみ情報局！〜おしえてデスク〜
- 14:43 天気予報（この時間は大松が読み上げ）
- 14:45 僕の推し私の推し
- 14:55 第一部終了（ステブレなしでニュースへ接続）

途中、15:00からGOGO競馬サタデー!、16:00からまいどあり～。を挿入。
第二部
- 16:15 第二部オープニング
- 16:20 ふくふく合戦
- 16:49 エンディング & "ふくつまみ"当選者発表
- 16:54 番組終了

コーナーのない時間は随時、曲もしくは、メールを紹介する。
2022年10月から2023年3月まで
- 13:00 大ちゃんの「は・ひ・ふ・へ・ほ」な話 &オープニング
- 13:10 特に気になるメモランダム お題発表
- 13:15 天気予報（日本気象協会の気象予報士と電話を繋ぐ）
- 13:20 ふくみみ情報局！〜おしえてデスク〜
- 13:40 ラジオカー中継
- 13:45 特に気になるメモランダム
- 13:55 ニュース
- 14:00 14時台オープニング
- 14:10 ふくふく合戦
- 14:45 天気予報（この時間は大松が読み上げ）
- 14:50 エンディング & "ふくつまみ"当選者発表
- 14:54 番組終了